# لوند طاووسی
لوند طاووسی (نام علمی: Lophornis pavoninus) نام یک گونه از سرده لوندها است.